# Rubén Uriza
Rubén Uriza Castro (Huitzuco, 30 de agosto de 1992 - 27 de maio de 1920) foi um ginete mexicano, especialista em saltos, campeão olímpico. 

## Carreira
Rubén Uriza representou seu país nos Jogos Olímpicos de 1948 e 1952, na qual conquistou a medalha de ouro nos saltos individual, e ouro por equipes, em 1948.